# Cyclocypria kincaidia
Cyclocypria kincaidia är en kräftdjursart som beskrevs av Dobbin 1941. Cyclocypria kincaidia ingår i släktet Cyclocypria och familjen Cyprididae. Inga underarter finns listade i Catalogue of Life.